# France Sever
France Sever, slovenski pravnik, * 3. oktober 1897, Branik, † 25. december 1985, Ljubljana.
Sever je leta 1924 diplomiral na ljubljanski PF. Do 1941 je bil zaposlen na državnem pravdništvu v Mariboru, po koncu vojne do upokojitve 1959 pa na republiškem javnem tožilstvu v Ljubljani. Bil je strokovnjak za kazensko pravo, katerega je v letih 1949−1954 tudi predaval na PF v Ljubljani. Kot soavtor je sodeloval pri več strokovnih knjigah, njegovo najpomembneše smostojno delo pa je knjiga Poglavitni pismeni akti v kazenskem postopku (1963).